# Monumento a Colón (Moguer)
El monumento a Cristóbal Colón de Moguer (España) se encuentra en la plaza de las Monjas, junto al monumento colombino moguereño más destacado, el Monasterio de Santa Clara, formando parte de las piezas “Moguer y América” del Museo al aire libre "Moguer EScultura". Es obra del escultor Alberto Germán Franco, y fue erigido el 3 de agosto de 2006. Moguer es uno de los llamados Lugares colombinos, al haber tenido especial relevancia en los preparativos y desarrollo del primer viaje descubridor.

## Historia
El monumento a Cristóbal Colón se erigió, coincidiendo con el 514 aniversario de la partida de las naves descubridoras hacia el Nuevo Mundo, dentro de los actos conmemorativos del V centenario de la muerte del Almirante celebrados en Moguer. El monumento simboliza un «perpetuo homenaje a la figura de Colón y la relación que mantuvo con Moguer».
Varias fueron las ocasiones en que las calles de Moguer vieron pasar al Almirante Cristóbal Colón, en busca de ayuda. Apoyo que encontró en los Hermanos Niño, que tuvieron una destacada participación en el viaje y, además, el mayor de ellos, Juan Niño, era el propietario de la carabela la Niña la cual, según unas declaraciones en las "Probanzas de Servicios de la familia Niño", fue aportada a su costa; el clérigo Martín Sánchez y el hacendado Juan Rodríguez Cabezudo a quien confió la custodia de su hijo Diego. También recibió el apoyo de la abadesa del Monasterio de Santa Clara, Inés Enríquez, tía del rey Fernando el Católico.

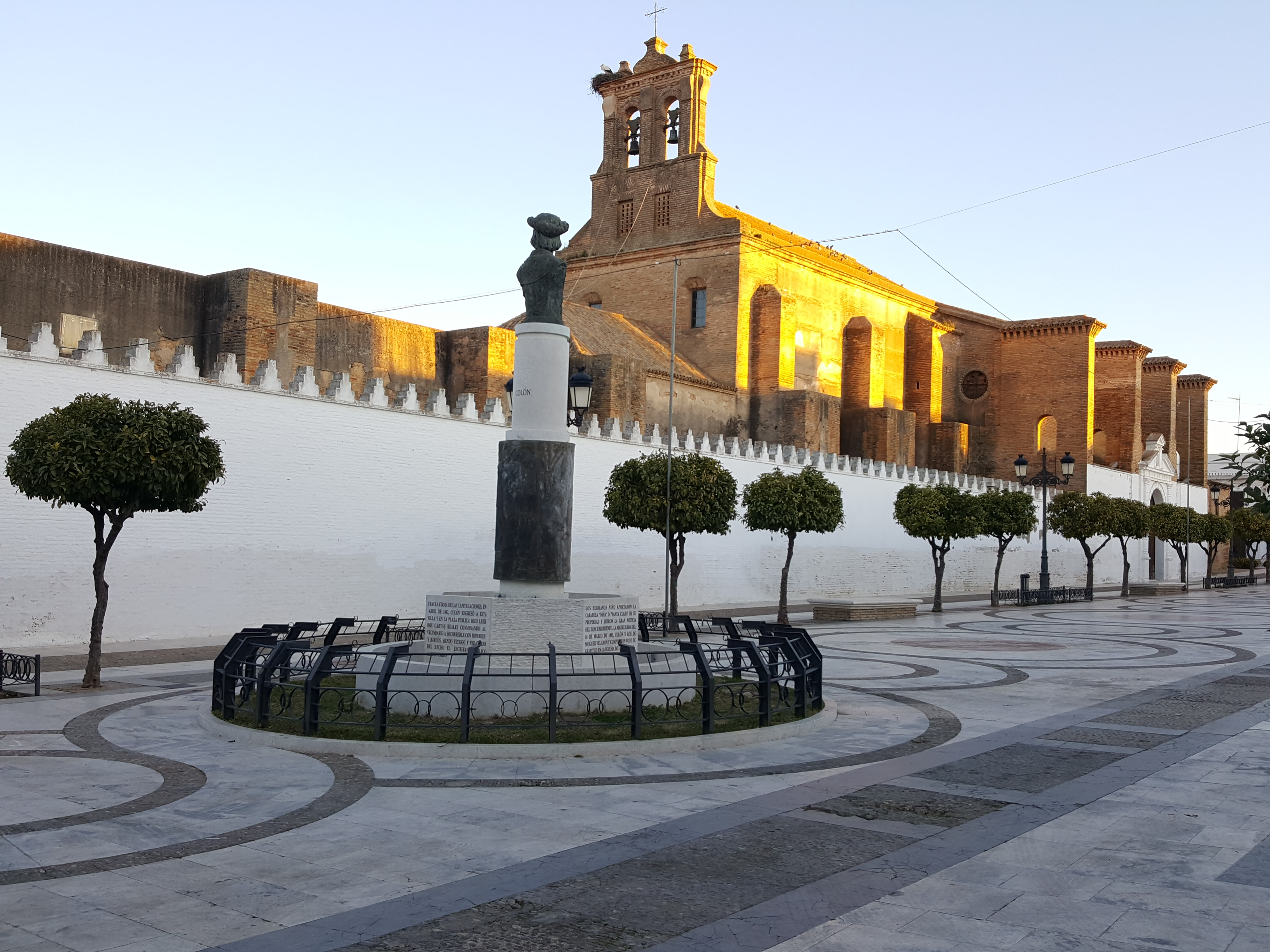
Monumento junto al Monasterio.

En cumplimiento de una de las provisiones que llevaba Colón, concedidas por los Reyes Católicos, que obligaba a las villas de las costas andaluzas, y por medio de una comisión dirigida a la villa de Moguer para que cumplieran dicha provisión, embargó en esta localidad dos barcos en presencia del escribano moguereño Alonso Pardo, embarcaciones que más tarde fueron desechadas.
Tras regresar del viaje Descubridor, Cristóbal Colón pasó la primera noche en la iglesia del Monasterio de Santa Clara, cumpliendo el voto (Voto Colombino) realizado en alta mar cuando una tempestad estuvo a punto de hacer zozobrar la carabela La Niña, capitana en el viaje de regreso por el naufragio en América de la Santa María.

### Conmemoración del V Centenario de la Muerte de Cristóbal Colón

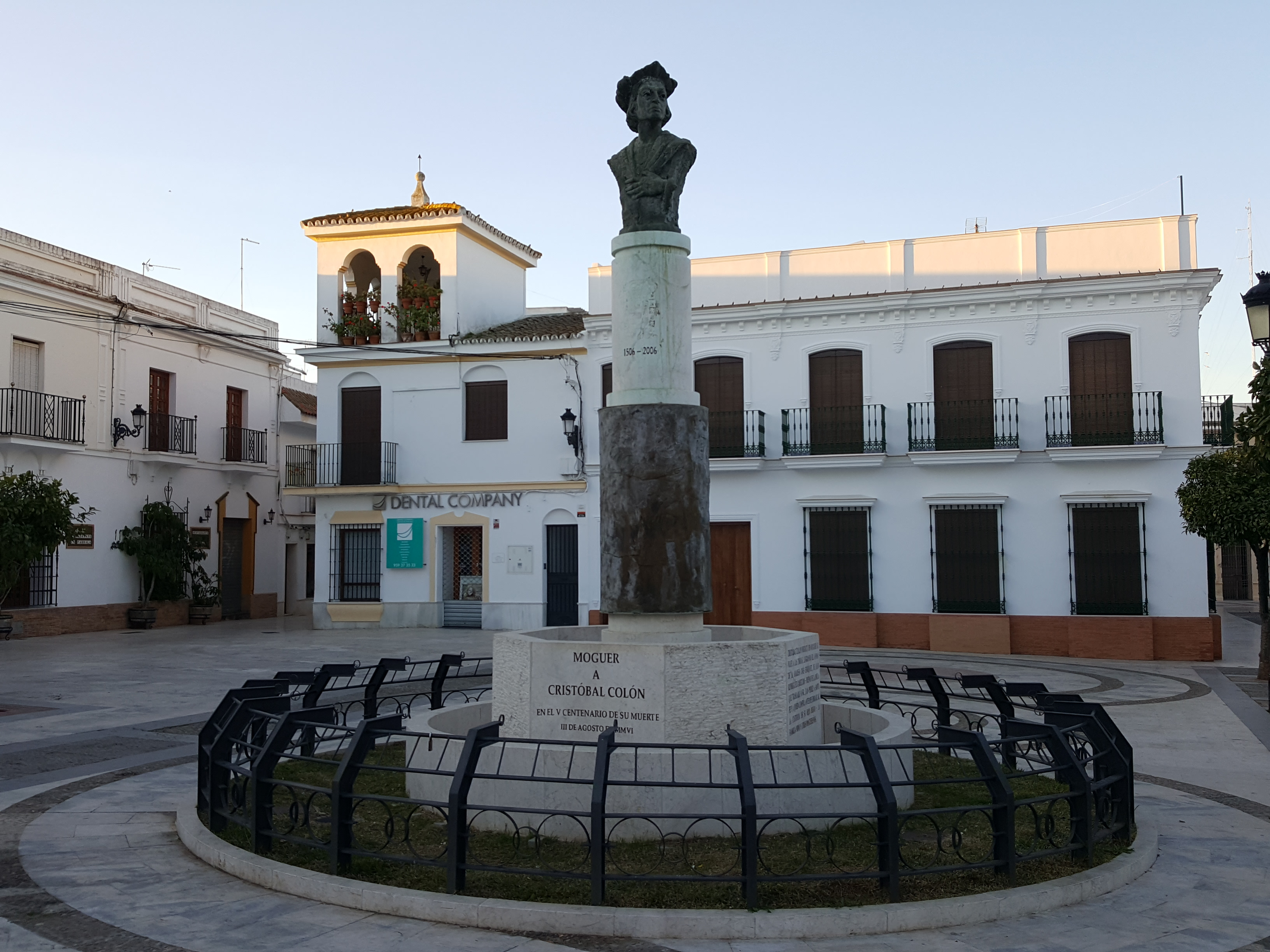
Vista del Monumento

El programa conmemorativo del V centenario de la muerte de Cristóbal Colón en Moguer se desarrolló durante el año 2006 e incluyó:
- Un ciclo de conferencias sobre Cristóbal Colón en las que tomaron parte personalidades como la doctora Consuelo Varela y su marido, el doctor Juan Gil, especialistas en la figura del marino genovés.
- Un ciclo de puertas abiertas dirigido a los estudiantes de los centros educativos del municipio, que se complementó con la organización de concursos de redacción y dibujo.
- La exposición documental «Cristóbal Colón, el Hombre y el Mito».
- Inauguración del Monumento a Colón, que se inició con un pasacalles festivo que recorrió las calles del centro de la ciudad. Posteriormente se procedió al develado del monumento, y la ofrenda de una corona de laurel que realizaron el alcalde de Moguer, el almirante de la Flota y el Duque de Veragua (Descendiente directo de Cristóbal Colón). Finalmente se procedió a la iluminación del monumento y a una gran tirada de fuegos artificiales.

### Fuentes

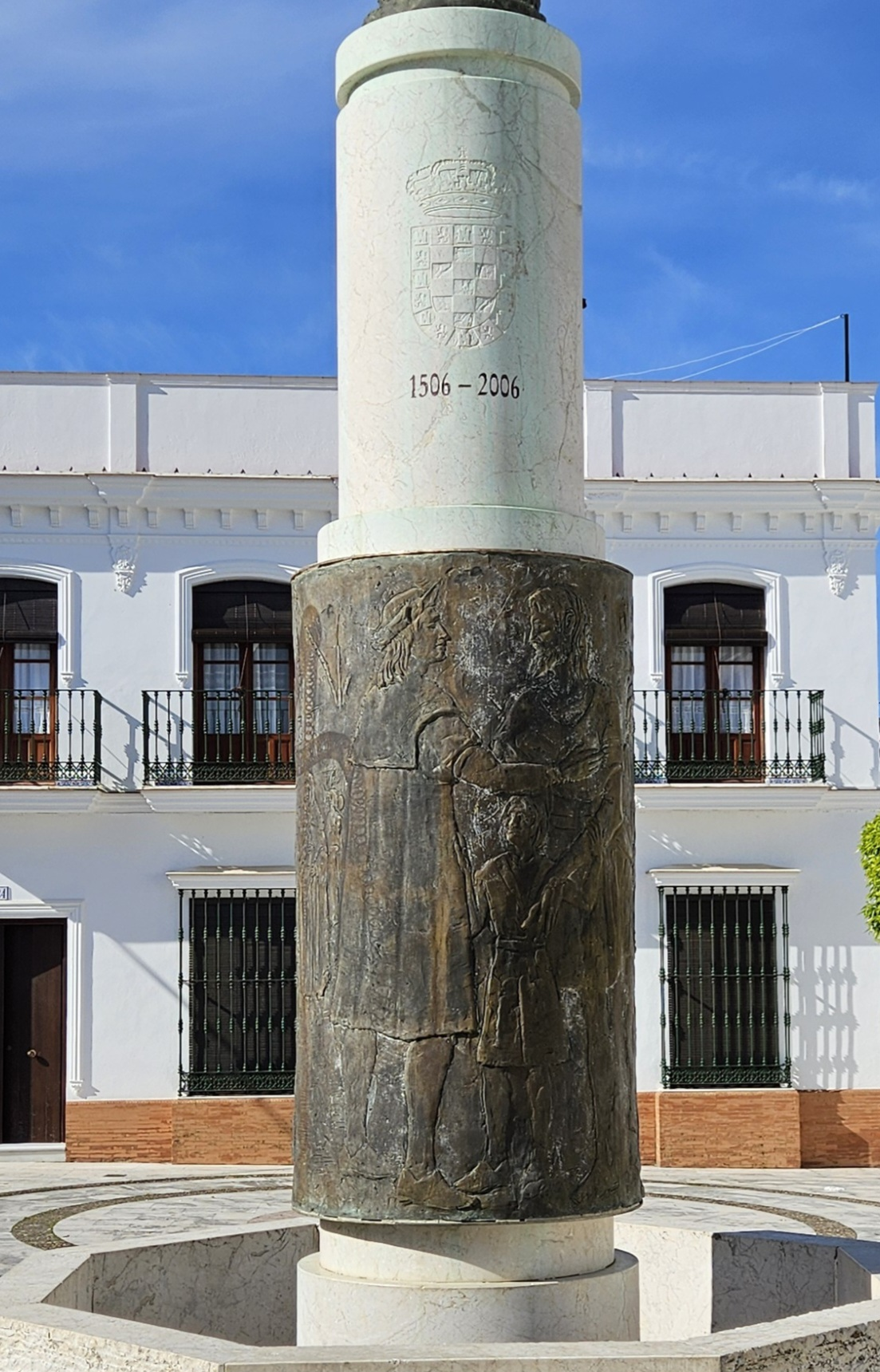
Detalle de la Columna.

## Descripción del monumento

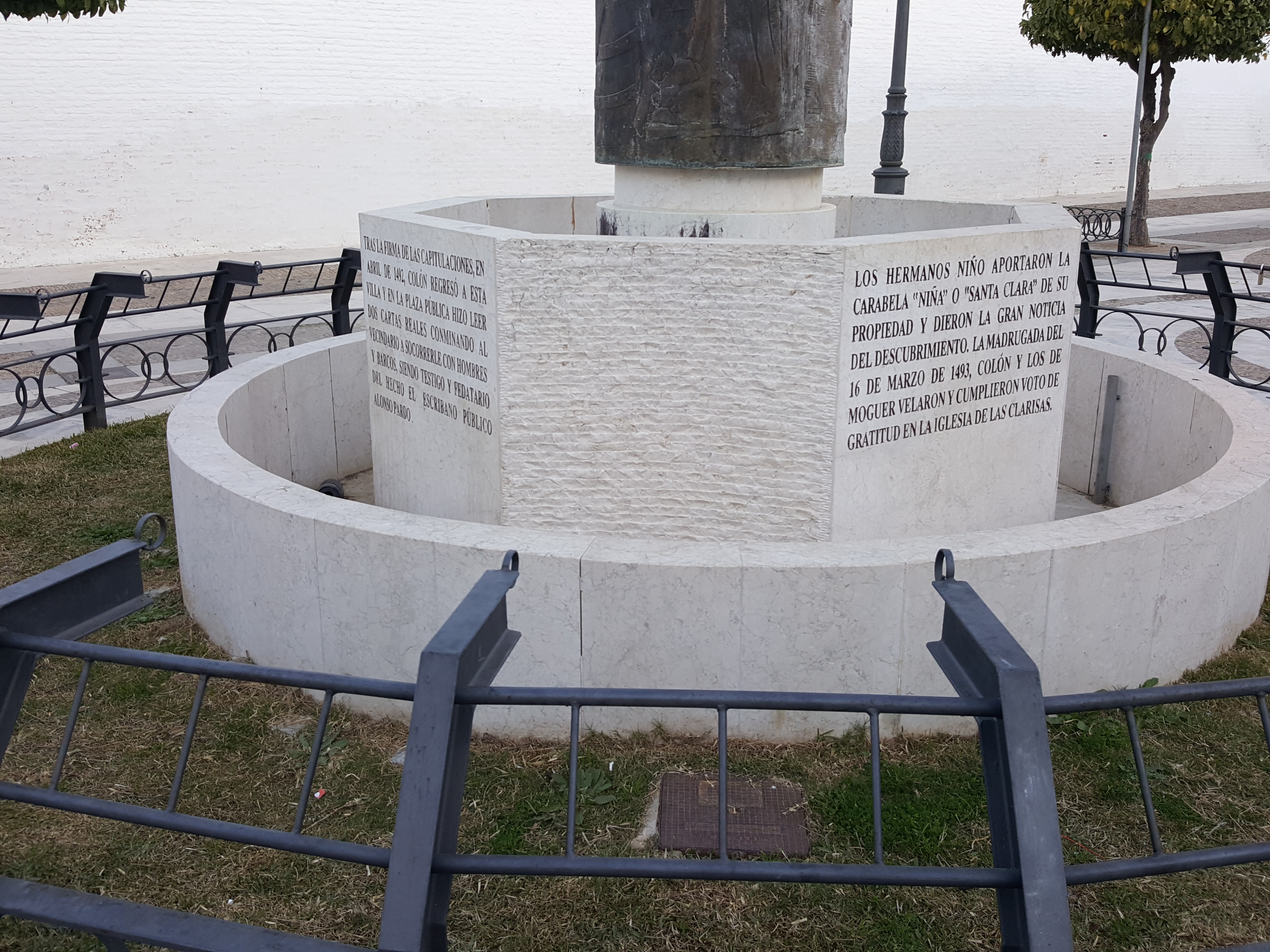
Detalle de las Fuentes.

El monumento realizado en estilo Clásico-Contemporáneo, está construido con mármol sin pulir de color crema para basamentos y elementos decorativos; y bronce para el anillo en bajorrelieve que envuelve la columna, y la escultura del busto del Almirante que corona la obra. El pedestal, los relieves y el busto escultórico forman un todo coherente. Se impone una armoniosa bicromía. El color verdoso del bronce contrasta con el tono crema claro del mármol pulido, sin abrillantar, que forra el conjunto arquitectónico. El consabido octógono alterna sus caras con un tratamiento de corte liso y otro escafilado. Dicha composición está concebida para servir de rebosadero de agua, que al caer produce una sonora sinfonía de brillos y colores. El líquido elemento brota de ocho caños desde la base. Cuatro de ellos ascienden hasta la parte superior del octógono, produciendo en el monumento un dinámico y caprichoso juego óptico de formas, ilusiones y fantasías. El agua, conforme a las significaciones y simbolismos ancestrales, es fuente de vida, medio de purificación y centro de regeneración. En el mundo judeocristiano es el origen de la creación. Es madre y matriz de todas las cosas. Es una manifestación de lo trascendente y, por tanto, debe considerarse como una hierofanía. La incorporación del agua a este monumento marinero es un valor añadido. Recuerda que el mar no separa sino que une, posibilitando la intercomunicación de los continentes y de sus respectivas civilizaciones y culturas.
El conjunto escultórico está situado en un parterre circular de 6 metros cuyo objetivo no es otro que el de crearle un contexto propio, delimitando su zona de influencia, rodeado por una baranda de hierro circular rematada por una maroma. En su interior se ubica las fuentes concéntricas, circular, y octogonal, en cuyo centro se erige la columna trajana coronada por la escultura del Almirante.

### Columna
La columna trajana tiene tres cuerpos concéntricos superpuestos, de diámetros decrecientes. Este elemento de sostén y a la vez ornamental, simboliza la unión vertical entre la tierra y el cielo. 
La base de la columna está situada sobre la fuente octogonal, y es lisa. El segundo cuerpo tiene un bajorrelieve en bronce, que lo circunda, con cuatro escenas históricas que sostienen y justifican la participación de nuestros antepasados en la increíble aventura americana, relatando los contactos del Almirante en Moguer, en orden secuencial cronológico:
En la primera de ellas se puede admirar a Colón entregando a su hijo Diego al moguereño Juan Rodríguez Cabezudo. Este fue quién le facilitó la cabalgadura necesario para trasladarse hasta Santa Fe, a negociar el viaje descubridor. En la segunda, el almirante conversa con los Hermanos Niño en el puerto de Moguer sobre el Tinto, con la carabela Niña a sus espaldas. En la tercera escena se representa a Colón embarcando en la Niña junto a los marineros moguereños. En la cuarta escena, se escenifica el Voto colombino, momento en el que el Almirante dio gracias por el regreso del viaje descubridor en la iglesia del Monasterio de Santa Clara.
En el tercer cuerpo superior de la columna aparecen tallados sobre la piedra el escudo de Moguer, en el frente, y la parte posterior de la columna, el escudo de la familia Colón, y en la zona inferior se lee "COLÓN. Sobre este cuerpo se ubica el busto.

### Busto de Cristóbal Colón

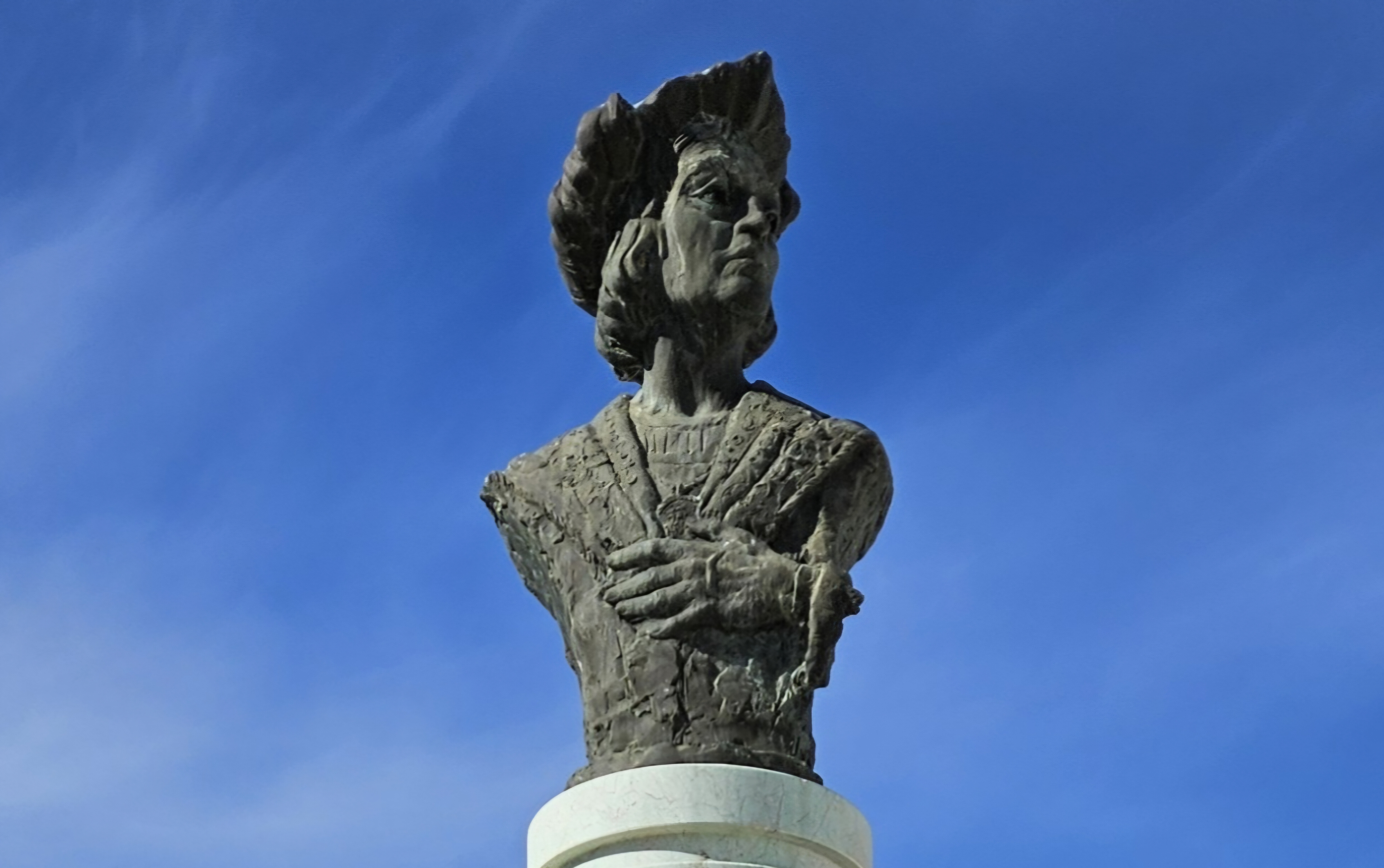
Detalle del busto.

En el capitel de la columna se sitúa el busto de Colón realizado en bronce, con sentido figurativo, que gira suavemente su vista hacia el Monasterio de Santa Clara, simbolizando la estrecha relación que mantuvo con el monumento y la comunidad de monjas clarisas que lo habitaba. 
Su actitud de arrogante nobleza responde al momento del retorno triunfal. Está ataviado y tocado a la usanza de la época, como corresponde a una obra de carácter historicista. La cabeza gira hacia la izquierda, contemplando la vetusta panorámica del monasterio de Santa Clara de Moguer, que visitó en reiteradas ocasiones para entrevistarse con la abadesa Inés Enríquez y conseguir su ayuda en la organización del viaje. Su mano izquierda, sobre el pecho, roza un medallón con los retratos acuñados de los reyes Isabel I y Fernando V de Castilla y León. Al unir los dedos anular y corazón expresa la unión con Dios, concepción muy recurrente a lo largo de su vida incluso a la hora de estampar su firma como XPO -FERENS (El mensajero de Cristo).